# Ballomar
Ballomar (latín Ballomarius ) vivió en el siglo II d. C. y en la época del emperador Marco Aurelio era gobernante de los marcomanos suevos. Es una tribu germánica que se asentó en lo que hoy es Bohemia.
Después de que los lombardos y los obios invadieran Panonia y fueran rechazadas de allí durante el periodo previo a la Primera Guerra Marcomana, Marco Ialio Baso, gobernador superior de Panonia, dirigió entonces en el 167 negociaciones de paz con representantes de once tribus. Ballomarius, el rey de los marcomanos, medió entre los socios negociadores. Los pueblos que habían invadido el imperio se retiraron de nuevo y se comprometieron a mantener la calma, algo que los marcomanos debían garantizar. Sin embargo los disturbios en la frontera continuaron.
Durante las guerras marcomanas Ballomar atravesó con una alianza de tribus germanas los Alpes desde Raetia y Noricum, saqueando diversas ciudades noritálicas, operaciones que incluyeron la destrucción de Opitergium. Allí, en las cercanías de esta ciudad, venció a una ejército romano. Veinte mil soldados y su general murieron. Después de esta catástrofe militar la zona nororiental de Italia quedó abierta por completo a sus rapiñas y entonces Ballomar fijó su atención en la ciudad más rica y próspera de la región, Aquileia dirigiéndose contra ella. Asedió la ciudad, que no pudo tomar, pues sus fortificaciones, fueron demasiado para unos guerreros inexpertos en la guerra de asedio.
Durante ese asedio Ballomar murió y su ejército tuvo que retirarse más tarde ante la llegada desde el sur de un ejército de socorro y la amenaza de ver cortada su retirada por el noreste por otro contingente militar romano.

## Cultura popular
En la película La caída del Imperio Romano (1964) Ballomar fue interpretado por John Ireland.

## Literatura
- Paul von Rohden: Ballomarius. In: Paulys Realencyclopädie der classischen Altertumswissenschaft (RE). Band II,2, Stuttgart 1896, Sp. 2832. (en alemán).
- Gerhard Langmann: Die Markomannenkriege 166/167 bis 180 (= Militärhistorische Schriftenreihe. 43). Österreichischer Bundesverlag, Wien 1981, ISBN 3-215-04086-7. (en alemán).